# Goddefroyinella neglecta
Goddefroyinella neglecta är en insektsart som beskrevs av Buckton. Goddefroyinella neglecta ingår i släktet Goddefroyinella och familjen hornstritar. Inga underarter finns listade i Catalogue of Life.